# Лукач (Хорватия)
Лу́кач (хорв. Lukač) — община с центром в одноимённом посёлке на северо-востоке Хорватии, в Вировитицко-Подравской жупании. Население 443 человека в самом посёлке и 3646 человек во всей общине (2011). Большинство населения — хорваты (91,7 %). В состав общины кроме самого Лукача входят ещё 11 деревень. Большинство населения занято в сельском хозяйстве.
Посёлок расположен на Подравинской низменности в 4 километрах к северу от столицы жупании Вировитицы. В шести километрах к северу от посёлка протекает Драва, по которой здесь проходит граница с Венгрией.
Рядом с западной окраиной посёлка Лукач проходит автодорога D5 Вировитица — Барч. Барч - венгерский город, лежащий на другой стороне Дравы. С хорватской стороны у начала моста над Дравой находится деревня Терезино Поле (Terezino Polje), также относящаяся к общине Лукач.